# Liste der Bodendenkmale in der Samtgemeinde Niedernwöhren
In der Liste der Bodendenkmale in der Samtgemeinde Niedernwöhren sind die Bodendenkmale der niedersächsischen Samtgemeinde Niedernwöhren aufgeführt. Die Quelle ist der Denkmalatlas Niedersachsen. 

Samtgemeinde Niedernwöhren im Landkreis Schaumburg

Der Stand der Liste ist der 22. Januar 2025.

## Allgemein
In den Spalten finden sich folgende Informationen des Bodendenkmales:
| Lage         | geographische Koordinaten                                                           |
| Bezeichnung  | Bezeichnung lt. Denkmalatlas                                                        |
| Beschreibung | Beschreibung lt. Denkmalatlas                                                       |
| ID           | Objekt-ID                                                                           |
| Bild         | Bild, ggf. zusätzlich mit Link zu weiteren Fotos im Medienarchiv Wikimedia Commons. |

## Meerbeck
| Lage                       | Bezeichnung           | Beschreibung | ID       | Bild |
| -------------------------- | --------------------- | --- | -------- | ---- |
| 52° 21′ 16″ N, 9° 4′ 52″ O | Volksdorf 1, Landwehr | | 28919018 | BW   |
| 52° 21′ 38″ N, 9° 5′ 51″ O | Volksdorf 1, Landwehr | | 28969252 | BW   |
| 52° 22′ 15″ N, 9° 6′ 33″ O | Volksdorf 1, Landwehr | Teilstück ID: 50880925 Teilstück ID: 50899166 | 28919021 | BW   |
| 52° 22′ 5″ N, 9° 7′ 10″ O  | Volksdorf 2, Landwehr | Teilstück ID: 50771986 | 28967389 | BW   |
| 52° 20′ 28″ N, 9° 7′ 54″ O | Volksdorf 3, Gallhof  | Das heutige Herrenhaus, ein einfaches Fachwerkgebäude, steht auf einer 45 × 35 m großen, leicht erhöhten Burginsel, die von einer 10 m breiten Gräfte umgeben ist. In der Südwestecke ist der Zugang. Das Herrenhaus soll auf den Grundmauern eines Wohnturmes stehen. 1643 war die Anlage mit einer Palisade befestigt. Spätmittelalterliche Wasserburg. Erste urkundliche Erwähnung 1332. Das heutige zweigeschossige Fachwerkherrenhaus wurde um 1670 errichtet. | 28967390 |      |

## Niedernwöhren
| Lage                       | Bezeichnung                | Beschreibung | ID       | Bild |
| -------------------------- | -------------------------- | --- | -------- | ---- |
| 52° 22′ 50″ N, 9° 8′ 22″ O | Niedernwöhren 1, Landwehr  | Teilstück ID: 50922514 | 28919156 | BW   |
| 52° 22′ 49″ N, 9° 8′ 32″ O | Niedernwöhren 1, Landwehr  | | 28919157 | BW   |
| 52° 22′ 48″ N, 9° 8′ 26″ O | Niedernwöhren 1, Landwehr  | | 28919158 | BW   |
| 52° 22′ 22″ N, 9° 7′ 54″ O | Niedernwöhren 1, Landwehr  | | 28919159 | BW   |
| 52° 22′ 3″ N, 9° 7′ 12″ O  | Niedernwöhren 3, Wölbacker | Vier Wölbackerbeete in N-S-Orientierung. Br. ca. 9 m, H. bis 0,4 m. Profile im Nordbereich durch Rodungsmaßnahmen gestört, sonst sehr gut erhalten. | 28967387 | BW   |

## Pollhagen
| Lage                       | Bezeichnung           | Beschreibung           | ID       | Bild |
| -------------------------- | --------------------- | ---------------------- | -------- | ---- |
| 52° 23′ 10″ N, 9° 9′ 2″ O  | Pollhagen 1, Landwehr | Teilstück ID: 50913734 | 28919258 | BW   |
| 52° 24′ 10″ N, 9° 9′ 34″ O | Pollhagen 1, Landwehr | Teilstück ID: 50914000 | 28919259 | BW   |
| 52° 24′ 10″ N, 9° 9′ 40″ O | Pollhagen 1, Landwehr | Teilstück ID: 50918951 | 28919260 | BW   |
| 52° 24′ 5″ N, 9° 9′ 35″ O  | Pollhagen 1, Landwehr | Teilstück ID: 50921868 | 28919261 | BW   |
| 52° 23′ 45″ N, 9° 8′ 58″ O | Pollhagen 1, Landwehr |                        | 28972409 | BW   |